# Сен-Пьер-дю-Квейруа
Церковь Сен-Пьер-дю-Квейруа (фр. Saint-Pierre du Queyroix) — одна из четырёх основных церквей французского города Лимож.
Церковь была внесена в дополнительный список национальных исторических памятников Франции 09 июля 1909 года.

## Общие сведения
Церковь расположена в городском квартале Château — в так называемой «светской» части исторического центра города, где властвовали виконты Лиможа, в непосредственной близости от Лицея Гей-Люссака. Эта церковь является самой старой в Лиможе, но неоднократно уничтожалась пожарами почти полностью.
Здание церкви в готическом стиле перестраивалось после пожаров несколько раз, в XIII и в XVI веках. Но вплоть до наших дней в конструкции церкви сохранились архитектурные элементы романской эпохи. В ходе реконструкции, проведённой в XIX веке, здание получило элементы в стиле неоготики, а именно, фронтон, балюстраду и шатровую крышу, покрытую шифером. Колокольня церкви по-прежнему оставлена в романском стиле.
В интерьере церкви находится примечательный витраж XVI века работы Жана Пенико (фр. Jean Pénicaud), знаменитого художника по эмали, жившего и работавшего в Лиможе, на котором представлена смерть и коронация Девы Марии, а также барочные заалтарные картины, переданные сюда из старинной часовни Иезуитов, располагавшейся в стенах лицея Гей-Люссака.

### В оккультизме
Церковь Сен-Пьер-дю-Квейруа упоминается в Католической энциклопедии, где описан случай когда в 1226 году святой Антоний из Падуи был замечен молящимся в Лиможской церкви Сен-Пьер-дю-Квейруа в Великий четверг и одновременно с этим он участвовал в службе в монастыре на другом конце города.
Этот же случай в другой энциклопедии описан в качестве примера проявления астральной проекции.